# Imintanoute
Imintanoute è una città del Marocco, nella provincia di Chichaoua, nella regione di Marrakech-Safi.
Questa trascrizione corrisponde al nome berbero imi n tanut, vale a dire "imboccatura del pozzo".
La città è stata storicamente sede di una cospicua comunità ebraica, che contava 256 membri nel 1936 e 360 membri nel 1951, emigrata in massa verso Israele e Francia negli anni 1950 e 1960.